# Kabinet-Colombo
Het kabinet–Colombo was de Italiaanse regering van 5 augustus 1970 tot 18 februari 1972. Het kabinet werd gevormd door de politieke partijen Democrazia Cristiana (DC), de Italiaanse Socialistische Partij (PSI), de Sociaaldemocratische Partij van Italië (PSDI) en de Republikeinse Partij van Italië (PRI). Het kabinet werd gevormd na een het aftreden van het vorige kabinet, waarna minister van de Schatkist Emilio Colombo (DC) werd benoemd als de nieuwe premier. Het kabinet viel op 15 januari 1972 na dat de PRI haar steun aan het kabinet introk, eerder was minister van Justitie Oronzo Reale (PRI) al afgetreden.

## Kabinet–Colombo (1970–1972)
| Ambtsbekleder | Ambtsbekleder         | Ambtsbekleder                     | Functie                                  | Ambtstermijn    | Ambtstermijn     | Partij |
| ------------- | --------------------- | --------------------------------- | ---------------------------------------- | --------------- | ---------------- | ------ |
|               | Emilio Colombo        | Emilio Colombo (1920–2013)        | Premier                                  | 5 augustus 1970 | 18 februari 1972 | DC     |
|               | Francesco De Martino  | Francesco De Martino (1907–2002)  | Vicepremier                              | 27 maart 1970   | 18 februari 1972 | PSI    |
|               | Dario Antoniozzi      | Dario Antoniozzi (1923–2019)      | Secretaris- generaal                     | 5 augustus 1970 | 18 februari 1972 | DC     |
|               | Franco Restivo        | Franco Restivo (1911–1976)        | Minister van Binnenlandse Zaken          | 24 juni 1968    | 18 februari 1972 | DC     |
|               | Aldo Moro             | Aldo Moro (1916–1978)             | Minister van Buitenlandse Zaken          | 6 augustus 1969 | 26 juni 1972     | DC     |
|               | Luigi Preti           | Luigi Preti (1914–2009)           | Minister van Financiën                   | 27 maart 1970   | 18 februari 1972 | PSDI   |
|               | Mario Ferrari Aggradi | Mario Ferrari Aggradi (1916–1997) | Minister van de Schatkist                | 5 augustus 1970 | 18 februari 1972 | DC     |
|               | Antonio Giolitti      | Antonio Giolitti (1915–2010)      | Minister van het Budget                  | 27 maart 1970   | 18 februari 1972 | PSI    |
|               | Oronzo Reale          | Oronzo Reale (1902–1988)          | Minister van Justitie                    | 27 maart 1970   | 1 maart 1971     | PRI    |
|               | Emilio Colombo        | Emilio Colombo (1920–2013)        | Minister van Justitie                    | 1 maart 1971    | 18 februari 1972 | DC     |
|               | Silvio Gava           | Silvio Gava (1901–1999)           | Minister van Economische Zaken           | 27 maart 1970   | 26 juni 1972     | DC     |
|               | Mario Tanassi         | Mario Tanassi (1910–2007)         | Minister van Defensie                    | 27 maart 1970   | 18 februari 1972 | PSDI   |
|               | Luigi Mariotti        | Luigi Mariotti (1912–2004)        | Minister van Volksgezondheid             | 27 maart 1970   | 18 februari 1972 | PSI    |
|               | Carlo Donat-Cattin    | Carlo Donat- Cattin (1919–1991)   | Minister van Arbeid en Sociale Zaken     | 6 augustus 1969 | 26 juni 1972     | DC     |
|               | Riccardo Misasi       | Riccardo Misasi (1932–2000)       | Minister van Onderwijs                   | 27 maart 1970   | 26 juni 1972     | DC     |
|               | Italo Viglianesi      | Italo Viglianesi (1916–1995)      | Minister van Transport                   | 27 maart 1970   | 18 februari 1972 | PSI    |
|               | Salvatore Lauricella  | Salvatore Lauricella (1922–1996)  | Minister van Infrastructuur              | 27 maart 1970   | 18 februari 1972 | PSDI   |
|               | Lorenzo Natali        | Lorenzo Natali (1922–1989)        | Minister van Landbouw                    | 27 maart 1970   | 7 juli 1973      | DC     |
|               | Giacinto Bosco        | Giacinto Bosco (1905–1997)        | Minister van Communicatie                | 10 juni 1970    | 26 juni 1972     | DC     |
|               | Gianmatteo Matteotti  | Gianmatteo Matteotti (1921–2000)  | Minister van Toerisme                    | 5 augustus 1970 | 18 februari 1972 | PSDI   |
|               | Carlo Russo           | Carlo Russo (1920–2007)           | Minister voor Parlementaire Betrekkingen | 5 augustus 1970 | 26 juni 1972     | DC     |
|               | Remo Gaspari          | Remo Gaspari (1921–2011)          | Minister voor Publieke Diensten          | 27 maart 1970   | 26 juni 1972     | DC     |
|               | Eugenio Gatto         | Eugenio Gatto (1911–1981)         | Minister voor Regionale Zaken            | 27 maart 1970   | 26 juni 1972     | DC     |
|               | Salvatore Mannironi   | Salvatore Mannironi (1901–1971)   | Minister voor de Koopvaardij             | 27 maart 1970   | 18 februari 1972 | DC     |
|               | Flaminio Piccoli      | Flaminio Piccoli (1915–2000)      | Minister voor Staats- deelnemingen       | 27 maart 1970   | 31 mei 1972      | DC     |
|               | Paolo Emilio Taviani  | Paolo Emilio Taviani (1912–2001)  | Minister voor Zuid-Italië                | 27 maart 1970   | 18 februari 1972 | DC     |
|               | Camillo Ripamonti     | Camillo Ripamonti (1919–1997)     | Minister voor Wetenschaps- beleid        | 27 maart 1970   | 18 februari 1972 | DC     |
|               | Giuseppe Lupis        | Giuseppe Lupis (1896–1979)        | Minister zonder portefeuille             | 5 augustus 1970 | 18 februari 1972 | PSDI   |

De Gasperi II · De Gasperi III · De Gasperi IV · De Gasperi V · De Gasperi VI · De Gasperi VII · De Gasperi VIII · Pella · Fanfani I · Scelba · Segni I · Zoli · Fanfani II · Segni II · Tambroni · Fanfani III · Fanfani IV · Leone I · Moro I · Moro II · Moro III · Leone II · Rumor I · Rumor II · Rumor III · Colombo · Andreotti I · Andreotti II · Rumor IV · Rumor V · Moro IV · Moro V · Andreotti III · Andreotti IV · Andreotti V · Cossiga I · Cossiga II · Forlani · Spadolini I · Spadolini II · Fanfani V · Craxi I · Craxi II · Fanfani VI · Goria · De Mita · Andreotti VI · Andreotti VII · Amato I · Ciampi · Berlusconi I · Dini · Prodi I · D'Alema I · D'Alema II · Amato II · Berlusconi II · Berlusconi III · Prodi II · Berlusconi IV · Monti · Letta · Renzi · Gentiloni · Conte I · Conte II · Draghi · Meloni